# Omer Avital
Omer Avital (Giv'atayim, 1971) è un bassista, compositore e bandleader israeliano di musica jazz.

## Biografia
Avital è nato nella cittadina di Giv'atayim, in Israele, da genitori marocchini e yemeniti. All'età di 11 anni, ha cominciato la sua istruzione formale, studiando chitarra classica al Conservatorio di Giv'atayim. Entrando nella Thelma Yellin, la più importante Accademia artistica di Israele, Avital è passato al basso acustico e ha iniziato a studiare e arrangiare musica  jazz. All'età di 17 anni, ha intrapreso la carriera professionistica suonando in vari gruppi jazz, pop e folk, nonché esibendosi regolarmente alla televisione e alla radio nazionale e in numerosi festival jazz. Dopo aver trascorso un anno nell'Orchestra dell'Esercito israeliano, nel 1992 si è trasferito a New York dove ha cominciato a suonare, incidere e fare tournée a livello professionale.

## Carriera
Al suo arrivo a New York nel 1992, Avital ha cominciato a suonare in gruppi con Roy Haynes, Jimmy Cobb, Nat Adderley, Walter Bishop, Jr., Al Foster, Kenny Garrett, Steve Grossman, Jimmy Lovelace e Rashied Ali. Nel 1994, ha iniziato a collaborare con il pianista Jason Lindner, con il quale Avital ha condiviso la direzione dei suoi gruppi e della sua big band durante le sessioni after-hours allo Smalls Jazz Club nel Greenwich Village. Nel 1995 e 1996, Omer Avital si è fatto notare nella scena jazz di New York con una serie di gruppi esordienti senza pianoforte allo Smalls jazz club originale, compreso un sestetto classico con quattro sassofoni, basso e batteria. Il New York Times gli ha dedicato frequenti articoli. Molte di queste sessioni sono state incise privatamente da Luke Kaven, futuro fondatore della Smalls Records. Il 1997 ha visto l'uscita di una raccolta della Impulse! Records intitolata Jazz Underground: Live at Smalls, che conteneva parecchie incisioni del quartetto di Avital. Questi ha poi firmato l'anno seguente per incidere quello che doveva essere il suo album di debutto, Devil Head, che però non è mai stato pubblicato. L'album di debutto è stato invece Think With Your Heart, nel 2002, dopo il quale Avital è tornato l'anno seguente in Israele, dove per tre anni ha studiato composizione classica, teoria musicale araba, oud e musica tradizionale israeliana. Avital è ritornato a New York nel 2005 e l'anno seguente ha pubblicato tre album, inclusi due dagli archivi della Smalls Records, come pure un quarto con il gruppo Third World Love. Nel 2006, il disco di Avital Asking No Permission, tratto dagli archivi della Smalls Records, è entrato in molte classifiche dei migliori dieci dischi, annunciando il suo ritorno alla scena newyorchese. "Quindi non eravamo pazzi," ha scritto Ben Ratliff nel New York Times, "alla fine, ecco la prova che il sestetto di Omer Avital, che ha suonato allo Smalls con un piccolo ma fedele seguito alla fine degli anni '90, era davvero buono." Nel 2008, Avital ha ricevuto il Premio del Primo Ministro, la più prestigiosa onorificenza per artisti in Israele. Il 2012 ha visto l'uscita di due album, uno con Aaron Goldberg e Ali Jackson, Jr. come Yes! Trio e un altro, Suite Of the East, che ha incontrato le lodi della critica ed è stato nominato Miglior Album del 2012 da TSF Jazz, la famosa radio francese specializzata in musica jazz. Avital gira con molte formazioni, compresa la Band Of The East, un gruppo evolutosi da Suite of The East e che cita influenze dalla musica nordafricana e mediorientale. Il gruppo è costituito da Gregory Tardy, Jason Lindner, Daniel Freedman e dal giovane chitarrista Nadav Remez.
Il suo ultimo album, New Song, è stato pubblicato negli Stati Uniti il 4 novembre, 2014, per la Motema Music. La formazione comprende Avishai Cohen alla tromba, Joel Frahm al sassofono, Yonathan Avishai al piano e Daniel Freedman alla batteria.

## Discografia
- New Song (2014)
- Suite Of The East (2012)
- Live at Smalls (2011)
- Free Forever (2011)
- Room To Grow (2007)
- Arrival (2006)
- The Ancient Art Of Giving (2006)
- Asking No Permission (2006)
- Think With Your Heart (2001)

## Discografia come co-direttore, arrangiatore, produttore o accompagnatore
Con Third World Love
- Songs and Portraits (2012)
- New Blues (2008)
- Sketch of Tel Aviv (2006)
- Avanim (2004)
- Third World Love Songs (2002)

Con Yes! Trio (Aaron Goldberg e Ali Jackson, Jr.)
- Yes! (2012)

Con New Jerusalem Orchestra
- Ahavat Olamim (2011)

Con Yemen Blues
- Yemen Blues (2011)

Con Debka Fantasia
- Debka Fantasia (2009)

Con Anat Cohen
- Notes From The Village (2008)
- Poetica (2007)

Con Marlon Browden
- The Omer Avital Marlon Browden Project (2005)

Con OAM Trio (Aaron Goldberg e Marc Miralta)
- Now & Here (2005)
- Live in Sevilla (con Mark Turner) (2003)
- Flow (2002)
- Trilingual (1999)

Con Avishai Cohen
- Triveni II (2012)
- Introducing Triveni (2010)
- After The Big Rain (2007)

Con Claudia Acuña
- En Este Momento (2009)

Con Omer Klein
- Introducing Omer Klein (2008)

Con 3 Cohens (Anat, Avishai e Yuval Cohen)
- Braid (2007)

Con Jason Lindner
- Live at the Jazz Gallery (2007)
- Ab Aeterno (2006)
- Live/UK (2004)
- Premonition (2000)

Con Daniel Freedman
- Daniel Freedman Trio (2002)

Con Rashied Ali
- At The Vision Festival (1999)

Con Antonio Hart
- For Cannonball & Woody (1993)